# Levi Jern
Johan Levi Jern, född 22 september 1893 i Korsholm, död där 22 maj 1973, var en finländsk politiker och jordbrukare.
Jern blev i unga år engagerad i kommunalpolitiken i hemkommunen och var 1922–1954 medlem av riksdagen, där han 1944–1945 var ordförande för Svenska folkpartiets riksdagsgrupp. Han var även i flera repriser talman i Svenska Finlands folkting och spelade en framträdande roll i olika sammanhang i svenska Österbotten. År 1941 erhöll han titeln kommunalråd.
Han utgav två böcker, Till fältprosten A.R. Hedbergs minne (1922) och Fädernearvet (1957), memoarer.